# 新井茂雄
新井茂雄（日语：／ Arai Shigeo，1916年8月8日—1944年7月19日），日本男子游泳运动员。他在1936年柏林夏季奥林匹克运动会中，参加了男子游泳比赛并获得男子4x200米自由泳接力金牌。1944年7月，缅甸战役中死亡。